# Sophie Höppener
Sophie Höppener (4 mei 1991) is een Nederlands actrice. Ze is in 2014 afgestudeerd aan de Amsterdamse Toneelschool & Kleinkunst Academie. Sindsdien speelt ze in verschillende toneelstukken en musicals en was in 2015 te zien in de Omroep MAX-serie Goedenavond Dames en Heren, waarin ze de rol van Eef van Dijk vertolkte. 

## Filmografie
- 2015: Goedenavond Dames en Heren - Eef van Dijk (televisieserie)
- 2016: Moos - Lizzy
- 2016: Jeuk - onbekend (televisieserie)
- 2017: B.A.B.S. - Elze (televisieserie)
- 2017: De mannentester - Maud (televisieserie)
- 2018: Hotel Oswald - Helen
- 2019: Korte Kuitspier - studente
- 2019: King of the road - Fransje
- 2023: Ik ben geen robot - Billy
- 2025: De Freek Tapes - agent

## Theater
- 2013: Casanova
- 2015: Soldaat van Oranje
- 2016: De Les
- 2016: Thuis
- 2016: Puin
- 2016: De drie zusters
- 2017: De Revisor
- 2017: De Lorentzformule
- 2017: Missie Marquez 4,5,6
- 2018: De Neus
- 2018: Sneue gevallen
- 2018: Missie Marquez 7,8,9
- 2019: Sweet sixteen
- 2022: BAAAAAA
- 2025: Wendy Pan